# Charles van Rysselberghe

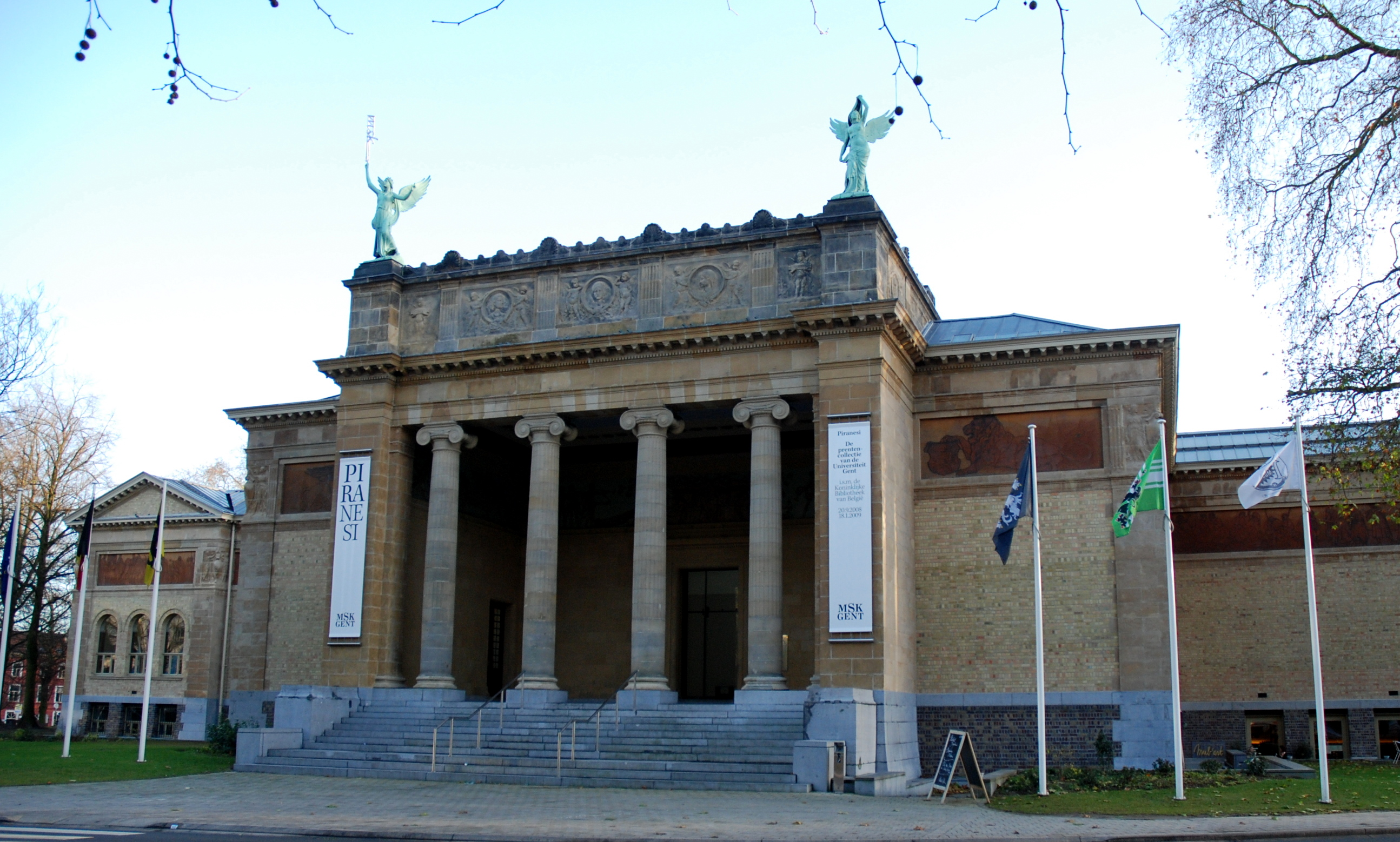
Het Gentse Museum voor Schone Kunsten, een ontwerp van Charles van Rysselberghe

Charles van Rysselberghe (Meerle, 25 juli 1850 - Nice, 30 april 1920) was stadsarchitect van Gent.

## Levensloop
Hij begon zijn opleiding op 13-jarige leeftijd en studeerde aan de Koninklijke Academie voor Schone Kunsten in Gent. Hij bouwde werkliedenwoningen in dezelfde periode als Victor Horta en was de ontwerper van het Gentse Museum voor Schone Kunsten. Het museum werd tussen 1902 en 1913 gebouwd en is opgevat als een traditionele kunsttempel in neoclassicistische stijl. 
Charles van Rysselberghe was de broer van uitvinder François, architect Octave en kunstschilder Théo van Rysselberghe.

## Projecten van Charles van Rysselberghe
- Zebrastraat (Gent)
- Museum voor Schone Kunsten (Gent)